# Nigidius vagatus
Nigidius vagatus là một loài bọ cánh cứng trong họ Lucanidae. Loài này được Felsche mô tả khoa học năm 1898.